# Omanjska
Omanjska je naseljeno mjesto u sastavu općine Usora, Federacija Bosne i Hercegovine, BiH. 

## Povijest
Omanjska se ranije nalazila u sastavu općine Tešanj, a potom je ušla u sastav novoformirane općine Usora.

## Stanovništvo
| Omanjska           |                |                |                |
| godina popisa      | 1991.          | 1981.          | 1971.          |
| Hrvati             | 1.220 (98,94%) | 2.092 (97,80%) | 1.957 (98,73%) |
| Srbi               | 8 (0,64%)      | 13 (0,60%)     | 10 (0,50%)     |
| Muslimani          | 0              | 0              | 8 (0,40%)      |
| Jugoslaveni        | 0              | 31 (1,44%)     | 0              |
| ostali i nepoznato | 5 (0,40%)      | 3 (0,14%)      | 7 (0,35%)      |
| ukupno             | 1.233          | 2.139          | 1.982          |